# Bernardino de Lima
Bernardino Augusto de Lima (Congonhas de Sabará, hoje Nova Lima, 10 de dezembro de 1856 — Belo Horizonte, 18 de maio de 1924) foi um advogado,jurista, político e professor brasileiro.

## Biografia
Nascido no interior de Minas Gerais, filho de José Severiano de Lima e Rita Deniz Barbosa, estudou humanidades no Colégio do Caraça e no Colégio Arquidiocesano de Ouro Preto, formando-se em Direito pela Faculdade do Largo de São Francisco de São Paulo, hoje Faculdade de Direito da Universidade de São Paulo, onde foi o primeiro aluno da turma de 1882, tendo por colegas Augusto de Lima, seu irmão, Assis Brasil, Silva Jardim, Raimundo Correia, Brasil Silvado, Carlos Toledo, João Marques e Joaquim Xavier Guimarães Natal.
De volta a Minas, exerceu o cargo de procurador fiscal da Tesouraria da Fazenda, abrindo escritório de advocacia em Ouro Preto, então capital do estado. De 1885 a 1886 foi diretor da Fazenda da Província de Minas. Professor da Escola de Minas de Ouro Preto, catedrático por concurso (1886) de Legislação de Minas (direito minerário), Direito Administrativo e Economia Política. Eleito deputado ao Congresso Constituinte Mineiro, de 1891 a 1894 e senador estadual em 1897.
Foi um dos chefes da Campanha Civilista e organizador em Minas do Partido Republicano Liberal, presidido por Rui Barbosa. Durante a presidencia de Hermes da Fonseca criou em seu estado as Ligas Antiintervencionistas, solidarizando-se com os oposicionistas do estado de São Paulo. Foi um dos fundadores da Faculdade Livre de Direito de Minas Gerais, hoje Faculdade de Direito da Universidade Federal de Minas Gerais. Seus filhos Mário de Lima e João Franzen de Lima destacaram-se na política, na literatura e na atividade acadêmica.

## Obras publicadas
- Apontamentos de Direito e Economia Política, 1882.
- Economia Rural, 1895, obra precursora da mecanização agrícola no País.